# Pfeffer Anna
Pfeffer Anna (Kaposvár, 1945. augusztus 31. –) olimpiai ezüstérmes, világbajnok kajakozó.
1962-től a Ganz Mávag kajakozója volt. 1966-tól szerepelt a magyar válogatottban. A magyar csapat tagja volt az 1968. évi mexikóvárosi, az 1972. évi müncheni és az 1976. évi montréali nyári olimpiai játékokon, és mindhárom alkalommal egy-egy érmet szerzett. Sikereinek többségét kajak kettesben érte el. Legjobb egyéni eredménye az 1972. évi olimpián elért harmadik helyezés.
A montreali olimpia után visszavonult a válogatottságtól, az aktív sportolást 1979-ben fejezte be. 1974-ben a Testnevelési Főiskolán tanári, majd 1978-ban kajak-kenu szakedzői oklevelet szerzett. Visszavonulása után a budapesti Menyecske utcai általános iskola testnevelő tanára lett.

## Sporteredményei
- kétszeres olimpiai második helyezett:
  - 1968, Mexikóváros: kettes, 500 m (1:58,60 – Rozsnyói Katalin)
  - 1976, Montréal: kettes 500 m (1:51,69 – Rajnai Klára)
- olimpiai 3. helyezett: 
  - 1972, München: egyes, 500 m (2:05,50
- olimpiai 4. helyezett: 1972
  - 1972, München: kettes, 500 m (1:55,12 – Hollósy Katalin)
- világbajnok:
  - 1971, Belgrád: kettes, 500 m (1:51,6 – Hollósy Katalin)
- világbajnoki 2. helyezett:
  - 1973, Tampere: négyes, 500 m– 1:46,94 – Horváth Erzsébet, Tőzsér Ilona, Zakariás Mária)
- kétszeres világbajnoki 3. helyezett:
  - 1966, Grünau: kettes, 500 m (1:59,95 – Benkő Katalin)
  - 1973, Tampere: kettes. 500 m (1:54,90 – Tőzsér Ilona)
- ötszörös világbajnoki 4. helyezett:
  - 1970, Koppenhága:
    - egyes, 500 m (2:05,15
    - kettes, 500 m (1:48,60 – Hollósy Katalin)

  - 1971, Belgrád: egyes, 500 m (2:05,4
  - 1974, Mexikóváros:
    - egyes, 500 m (2:16,41
    - négyes, 500 m (1:45,24 – Rajnai Klára, Tőzsér Ilona, Zakariás Mária)
- Európa-bajnoki 2. helyezett:
  - 1969, Moszkva: kettes, 500 m (1:58,81 – Hollósy Katalin)
- Európa-bajnoki 3. helyezett:
  - 1969, Moszkva: egyes, 500 m (2:12,10)
- kilencszeres magyar bajnok
  - egyes, 500 m: 1967, 1968, 1969, 1971, 1972
  - kettes, 500 m: 1968, 1974
  - egyes 2000 m: 1971
  - egyes, 3000 m: 1973

## Díjai, elismerései
- Magyar népköztársasági sportérdemérem ezüst fokozata (1968, 1972)
- Magyar népköztársasági sportérdemérem arany fokozata (1976, 1979)
- Magyar fair play életmű diploma (2023)[1]